# Departamento Rosario
Rosario es un departamento de la provincia de Santa Fe, Argentina. Es el más poblado de la misma, con 1 348 725 habitantes, según datos del censo de 2022 y forma parte del área metropolitana Rosario de 1 691 880 habitantes. Su cabecera es la ciudad de Rosario.
Es uno de los 4 departamentos originales que tuvo la provincia, junto con el de San Jeronimo, el de La Capital y el de Garay, abarcando todo el sur de la provincia. En 1883 se desprendio del mismo el departamento General López, que por entonces también abarcaba el departamento Constitución y el departamento San Lorenzo que por entonces abarcaba también el departamento Caseros.

## Distritos
El departamento de Rosario comprende un total de 24 distritos, categorizados en 1 municipio de 1.ª categoría:
| Municipio 1.ª categoría | Población municipio (2010) | Localidad | Población localidad (2010) |
| ----------------------- | -------------------------- | --------- | -------------------------- |
| Rosario                 | 948.312                    | Rosario   | 948.312                    |

6 municipios de 2.ª categoría:
| Municipio 2.ª categoría | Población municipio (2010) | Localidad               | Población localidad (2010) |
| ----------------------- | -------------------------- | ----------------------- | -------------------------- |
| Arroyo Seco             | 21.710                     | Arroyo Seco             | 20.620                     |
| Arroyo Seco             | 21.710                     | Puerto Arroyo Seco      | 413                        |
| Funes                   | 23.514                     | Funes                   | 23.281                     |
| Granadero Baigorria     | 37.333                     | Granadero Baigorria     | 36.994                     |
| Pérez                   | 27.439                     | Pérez                   | 23.281                     |
| Pueblo Esther           | 7.195                      | Pueblo Esther           | 6.789                      |
| Villa Gobernador Gálvez | 80.769                     | Villa Gobernador Gálvez | 80.769                     |

Y 17 comunas:
| Comuna            | Población municipio (2010) | Localidad                 | Población localidad (2010) |
| ----------------- | -------------------------- | ------------------------- | -------------------------- |
| Acebal            | 5.377                      | Acebal                    | 4.969                      |
| Albarellos        | 324                        | Albarellos                | 253                        |
| Álvarez           | 6.175                      | Álvarez                   | 5.417                      |
| Álvarez           | 6.175                      | Villa del Plata           | 259                        |
| Alvear            | 4.451                      | Alvear                    | 2.402                      |
| Alvear            | 4.451                      | Arbilla                   | 427                        |
| Alvear            | 4.451                      | Kilómetro 101             | 36                         |
| Alvear            | 4.451                      | Monte Flores              | 166                        |
| Arminda           | 315                        | Arminda                   | 288                        |
| Carmen del Sauce  | 889                        | Carmen del Sauce          | 531                        |
| Carmen del Sauce  | 889                        | Cuatro Esquinas           | 174                        |
| Coronel Bogado    | 2.267                      | Coronel Bogado            | 2.204                      |
| Coronel Domínguez | 1.091                      | Coronel Domínguez         | 796                        |
| Fighiera          | 5.028                      | Azahares del Paraná       | S/D                        |
| Fighiera          | 5.028                      | Fighiera                  | 4.034                      |
| General Lagos     | 4.112                      | General Lagos             | 3.419                      |
| Ibarlucea         | 4.335                      | Ibarlucea                 | 3.698                      |
| Piñero            | 1.816                      | Los Muchachos-La Alborada | 129                        |
| Piñero            | 1.816                      | Piñero                    | 1.146                      |
| Pueblo Muñoz      | 531                        | Pueblo Muñoz              | 497                        |
| Pueblo Uranga     | 927                        | Pueblo Uranga             | 856                        |
| Soldini           | 3.212                      | Soldini                   | 2.577                      |
| Villa Amelia      | 1.342                      | Villa Amelia              | 835                        |
| Villa Amelia      | 1.342                      | El Caramelo               | 155                        |
| Zavalla           | 5.137                      | Zavalla                   | 4.966                      |

## Demografía
Según los resultados definitivos del censo de 2022 la población del departamento alcanza los 1.348.725 habitantes.
La población se encuentra repartida en 705 114 mujeres y 643 338 hombres, con un índice de masculinidad de 91,2 hombres por cada 100 mujeres. 
La edad mediana de la población es de 34 años (35 años entre las mujeres y 33 años entre los hombres).
El 13,1% de la población tiene más de 65 años (frente al 12,3% en 2010), y el 3,0% de la población tiene más de 80 años (indicando un retroceso frente al 3,3% en 2010)
De las personas residentes en el departamento, unas 190 263 (14,1% del total departamental) nacieron en otra provincia, y unas 32 496 (2,4% del total departamental) lo hicieron fuera del país, siendo los grupos de inmigrantes más numerosos los provenientes de:
- Paraguay: 6 559 personas
- Brasil: 4 116 personas
- Perú: 3 519 personas
- Italia: 2 179 personas
- Venezuela: 2 081 personas